# Branko Vujović
Branko Vujović (Nikšić, 20 de abril de 1998) es un jugador de balonmano montenegrino que juega de lateral derecho en el Dinamo Bucarest. Es internacional con la selección de balonmano de Montenegro.
Su primer gran campeonato con la selección fue el Campeonato Europeo de Balonmano Masculino de 2020.

## Palmarés

### Vive Kielce
- Liga de Campeones de la EHF (1): 2016
- Liga de Polonia de balonmano (5): 2016, 2017, 2020, 2021, 2022
- Copa de Polonia de balonmano (3): 2016, 2017, 2021

### RK Celje
- Liga de balonmano de Eslovenia (2): 2018, 2019
- Copa de Eslovenia de balonmano (1): 2018

## Clubes
| Club                           | País      | Año         |
| ------------------------------ | --------- | ----------- |
| KS Vive Kielce                 | Polonia   | 2015 - 2024 |
| RK Celje (cedido)              | Eslovenia | 2017 - 2019 |
| TSV Hannover-Burgdorf (cedido) | Alemania  | 2022 - 2024 |
| Dinamo Bucarest                | Rumania   | 2024 - Act. |